# Pénélope Leprevost
Pénélope Leprevost (Rouen, 1 de agosto de 1980) é uma ginete de elite francesa, especialista em saltos, campeã olímpica por equipes na Rio 2016.

## Carreira
Pénélope Leprevost representou seu país nos Jogos Olímpicos de Verão de: 2012 e 2016.

### Rio 2016
Leprevost por equipes conquistou a medalha de ouro montando Flora de Mariposa, com apenas três pontos perdidos, ao lado de Kevin Staut, Roger-Yves Bost e Philippe Rozier. Ela zerou o primeiro percurso e não saltou na segunda rodada.
Desde 2010, ela é casada com o ginete Kevin Staut.